# EPrix van Londen 2025
De ePrix van Londen 2025 werd gehouden over twee races op 26 en 27 juli 2025 op het ExCeL London Circuit. Dit waren de vijftiende en zestiende races van het Formule E-seizoen 2024-2025. Deze races vormden de seizoensafsluiter.
De eerste race werd gewonnen door Jaguar-coureur Nick Cassidy, die zijn derde zege van het seizoen behaalde. Nyck de Vries eindigde voor Mahindra als tweede, terwijl Porsche-rijder Pascal Wehrlein derde werd.
De tweede race werd eveneens gewonnen door Cassidy, die zo voor de derde keer op een rij won. De Vries eindigde opnieuw als tweede, terwijl Envision-rijder Sébastien Buemi derde werd.

## Race 1

### Kwalificatie

#### Groepsfase
De top vier uit iedere groep kwalificeerde zich voor de knockoutfase.
Groep A
| Pos | No | Coureur            | Team               | Tijd     |
| --- | -- | ------------------ | ------------------ | -------- |
| 1   | 37 | Nick Cassidy       | Jaguar             | 1:08.785 |
| 2   | 7  | Maximilian Günther | DS                 | 1:08.973 |
| 3   | 21 | Nyck de Vries      | Mahindra           | 1:09.159 |
| 4   | 33 | Dan Ticktum        | Cupra Kiro-Porsche | 1:09.207 |
| 5   | 51 | Nico Müller        | Andretti-Porsche   | 1:09.259 |
| 6   | 23 | Oliver Rowland     | Nissan             | 1:09.272 |
| 7   | 5  | Taylor Barnard     | McLaren-Nissan     | 1:09.300 |
| 8   | 17 | Norman Nato        | Nissan             | 1:09.371 |
| 9   | 16 | Sébastien Buemi    | Envision-Jaguar    | 1:09.497 |
| 10  | 8  | Sam Bird           | McLaren-Nissan     | 1:09.551 |
| 11  | 22 | Zane Maloney       | Lola-Yamaha-ABT    | 1:09.972 |

Groep B
| Pos | No | Coureur                | Team               | Tijd     |
| --- | -- | ---------------------- | ------------------ | -------- |
| 1   | 1  | Pascal Wehrlein        | Porsche            | 1:08.690 |
| 2   | 9  | Mitch Evans            | Jaguar             | 1:08.914 |
| 3   | 55 | Jake Hughes            | Maserati           | 1:08.936 |
| 4   | 2  | Stoffel Vandoorne      | Maserati           | 1:08.950 |
| 5   | 48 | Edoardo Mortara        | Mahindra           | 1:08.968 |
| 6   | 27 | Jake Dennis            | Andretti-Porsche   | 1:08.973 |
| 7   | 3  | David Beckmann         | Cupra Kiro-Porsche | 1:09.107 |
| 8   | 25 | Jean-Éric Vergne       | DS                 | 1:09.122 |
| 9   | 13 | António Félix da Costa | Porsche            | 1:09.193 |
| 10  | 4  | Robin Frijns           | Envision-Jaguar    | 1:09.374 |
| 11  | 11 | Lucas di Grassi        | Lola-Yamaha-ABT    | 1:09.766 |

#### Knockoutfase
De combinatie letter/cijfer staat voor de groep waarin de betreffende coureur uitkwam en de positie die hij in deze groep behaalde.
|  | Kwartfinale        | Kwartfinale     |               |          | Halve finale | Halve finale |  |  | Finale | Finale |
|  |                    |                 |               |          |              |              |  |  |        |        |
|  |                    |                 |               |          |              |              |  |  |        |        |
|  | A3-A2              |                 |               |          |              |              |  |  |        |        |
|  |                    |                 |               |          |              |              |  |  |        |        |
|  | Nyck de Vries      | 1:07.574        |               |          |              |              |  |  |        |        |
|  | Nyck de Vries      | 1:07.574        | K1-K2         |          |              |              |  |  |        |        |
|  | Maximilian Günther | 1:07.751        |               |          |              |              |  |  |        |        |
|  | Maximilian Günther | 1:07.751        | Nyck de Vries | 1:07.643 |              |              |  |  |        |        |
|  | A4-A1              |                 | Nyck de Vries | 1:07.643 |              |              |  |  |        |        |
|  |                    | Dan Ticktum     | 1:07.652      |          |              |              |  |  |        |        |
|  | Dan Ticktum        | Dan Ticktum     | 1:07.652      | 1:07.632 |              |              |  |  |        |        |
|  | Dan Ticktum        |                 | H1-H2         | 1:07.632 |              |              |  |  |        |        |
|  | Nick Cassidy       | 1:07.649        |               |          |              |              |  |  |        |        |
|  | Nick Cassidy       | 1:07.649        | Nyck de Vries | 1:07.379 |              |              |  |  |        |        |
|  | B3-B2              |                 | Nyck de Vries | 1:07.379 |              |              |  |  |        |        |
|  |                    | Mitch Evans     | 1:07.205      |          |              |              |  |  |        |        |
|  | Jake Hughes        | Mitch Evans     | 1:07.205      | 1:07.843 |              |              |  |  |        |        |
|  | Jake Hughes        | K3-K4           |               | 1:07.843 |              |              |  |  |        |        |
|  | Mitch Evans        | 1:07.657        |               |          |              |              |  |  |        |        |
|  | Mitch Evans        | 1:07.657        | Mitch Evans   | 1:07.301 |              |              |  |  |        |        |
|  | B4-B1              |                 | Mitch Evans   | 1:07.301 |              |              |  |  |        |        |
|  |                    | Pascal Wehrlein | 1:07.335      |          |              |              |  |  |        |        |
|  | Stoffel Vandoorne  | Pascal Wehrlein | 1:07.335      | 1:07.775 |              |              |  |  |        |        |
|  | Stoffel Vandoorne  |                 |               | 1:07.775 |              |              |  |  |        |        |
|  | Pascal Wehrlein    | 1:07.603        |               |          |              |              |  |  |        |        |
|  | Pascal Wehrlein    | 1:07.603        |               |          |              |              |  |  |        |        |

#### Startopstelling
| Pos | No | Coureur                | Team               |
| --- | -- | ---------------------- | ------------------ |
| 1   | 9  | Mitch Evans            | Jaguar             |
| 2   | 21 | Nyck de Vries          | Mahindra           |
| 3   | 1  | Pascal Wehrlein        | Porsche            |
| 4   | 33 | Dan Ticktum            | Cupra Kiro-Porsche |
| 5   | 37 | Nick Cassidy           | Jaguar             |
| 6   | 7  | Maximilian Günther     | DS                 |
| 7   | 2  | Stoffel Vandoorne      | Maserati           |
| 8   | 55 | Jake Hughes            | Maserati           |
| 9   | 48 | Edoardo Mortara        | Mahindra           |
| 10  | 51 | Nico Müller            | Andretti-Porsche   |
| 11  | 27 | Jake Dennis            | Andretti-Porsche   |
| 12  | 23 | Oliver Rowland         | Nissan             |
| 13  | 3  | David Beckmann         | Cupra Kiro-Porsche |
| 14  | 5  | Taylor Barnard         | McLaren-Nissan     |
| 15  | 25 | Jean-Éric Vergne       | DS                 |
| 16  | 17 | Norman Nato            | Nissan             |
| 17  | 13 | António Félix da Costa | Porsche            |
| 18  | 16 | Sébastien Buemi        | Envision-Jaguar    |
| 19  | 4  | Robin Frijns           | Envision-Jaguar    |
| 20  | 8  | Sam Bird               | McLaren-Nissan     |
| 21  | 11 | Lucas di Grassi        | Lola-Yamaha-ABT    |
| 22  | 22 | Zane Maloney           | Lola-Yamaha-ABT    |

### Race
| Pos | No | Coureur                | Team               | Rondes | Tijd/Oorzaak uitval | Grid | Punten |
| --- | -- | ---------------------- | ------------------ | ------ | ------------------- | ---- | ------ |
| 1   | 37 | Nick Cassidy           | Jaguar             | 38     | 51:15.991           | 5    | 25     |
| 2   | 21 | Nyck de Vries          | Mahindra           | 38     | +1.578              | 2    | 18     |
| 3   | 1  | Pascal Wehrlein        | Porsche            | 38     | +2.634              | 3    | 16     |
| 4   | 2  | Stoffel Vandoorne      | Maserati           | 38     | +3.838              | 7    | 12     |
| 5   | 25 | Jean-Éric Vergne       | DS                 | 38     | +5.571              | 15   | 10     |
| 6   | 48 | Edoardo Mortara        | Mahindra           | 38     | +6.056              | 9    | 8      |
| 7   | 4  | Robin Frijns           | Envision-Jaguar    | 38     | +8.365              | 19   | 6      |
| 8   | 27 | Jake Dennis            | Andretti-Porsche   | 38     | +9.387              | 11   | 4      |
| 9   | 17 | Norman Nato            | Nissan             | 38     | +10.164             | 16   | 2      |
| 10  | 9  | Mitch Evans            | Jaguar             | 38     | +13.382             | 1    | 4      |
| 11  | 23 | Oliver Rowland         | Nissan             | 38     | +14.680             | 12   |        |
| 12  | 3  | David Beckmann         | Cupra Kiro-Porsche | 38     | +15.070             | 13   |        |
| 13  | 5  | Taylor Barnard         | McLaren-Nissan     | 38     | +15.729             | 14   |        |
| 14  | 13 | António Félix da Costa | Porsche            | 38     | +16.425             | 17   |        |
| 15  | 51 | Nico Müller            | Andretti-Porsche   | 38     | +17.851             | 10   |        |
| 16  | 16 | Sébastien Buemi        | Envision-Jaguar    | 38     | +17.943             | 18   |        |
| 17  | 11 | Lucas di Grassi        | Lola-Yamaha-ABT    | 38     | +31.596             | 21   |        |
| NC  | 8  | Sam Bird               | McLaren-Nissan     | 38     | Lekke band          | 20   |        |
| DNF | 33 | Dan Ticktum            | Cupra Kiro-Porsche | 31     | Ongeluk             | 4    |        |
| DNF | 22 | Zane Maloney           | Lola-Yamaha-ABT    | 30     | Technisch           | 22   |        |
| DNF | 55 | Jake Hughes            | Maserati           | 1      | Schade ongeluk      | 8    |        |
| DNF | 7  | Maximilian Günther     | DS                 | 0      | Schade ongeluk      | 6    |        |

## Race 2

### Kwalificatie

#### Groepsfase
De top vier uit iedere groep kwalificeerde zich voor de knockoutfase.
Groep A
| Pos | No | Coureur                | Team             | Tijd      |
| --- | -- | ---------------------- | ---------------- | --------- |
| 1   | 48 | Edoardo Mortara        | Mahindra         | 1:08.583  |
| 2   | 21 | Nyck de Vries          | Mahindra         | 1:08.621  |
| 3   | 9  | Mitch Evans            | Jaguar           | 1:08.750  |
| 4   | 37 | Nick Cassidy           | Jaguar           | 1:08.752  |
| 5   | 23 | Oliver Rowland         | Nissan           | 1:08.786  |
| 6   | 4  | Robin Frijns           | Envision-Jaguar  | 1:08.813  |
| 7   | 51 | Nico Müller            | Andretti-Porsche | 1:08.867  |
| 8   | 27 | Jake Dennis            | Andretti-Porsche | 1:09.014  |
| 9   | 8  | Sam Bird               | McLaren-Nissan   | 1:09.094  |
| 10  | 22 | Zane Maloney           | Lola-Yamaha-ABT  | 1:09.972  |
| 11  | 13 | António Félix da Costa | Porsche          | Geen tijd |

Groep B
| Pos | No | Coureur            | Team               | Tijd     |
| --- | -- | ------------------ | ------------------ | -------- |
| 1   | 33 | Dan Ticktum        | Cupra Kiro-Porsche | 1:08.447 |
| 2   | 7  | Maximilian Günther | DS                 | 1:08.573 |
| 3   | 1  | Pascal Wehrlein    | Porsche            | 1:08.587 |
| 4   | 2  | Stoffel Vandoorne  | Maserati           | 1:08.728 |
| 5   | 17 | Norman Nato        | Nissan             | 1:08.816 |
| 6   | 5  | Taylor Barnard     | McLaren-Nissan     | 1:08.823 |
| 7   | 25 | Jean-Éric Vergne   | DS                 | 1:08.844 |
| 8   | 16 | Sébastien Buemi    | Envision-Jaguar    | 1:08.899 |
| 9   | 55 | Jake Hughes        | Maserati           | 1:08.925 |
| 10  | 11 | Lucas di Grassi    | Lola-Yamaha-ABT    | 1:09.387 |
| 11  | 3  | David Beckmann     | Cupra Kiro-Porsche | 1:09.404 |

#### Knockoutfase
De combinatie letter/cijfer staat voor de groep waarin de betreffende coureur uitkwam en de positie die hij in deze groep behaalde.
|  | Kwartfinale        | Kwartfinale  |                    |          | Halve finale | Halve finale |  |  | Finale | Finale |
|  |                    |              |                    |          |              |              |  |  |        |        |
|  |                    |              |                    |          |              |              |  |  |        |        |
|  | A3-A2              |              |                    |          |              |              |  |  |        |        |
|  |                    |              |                    |          |              |              |  |  |        |        |
|  | Mitch Evans        | 1:07.473     |                    |          |              |              |  |  |        |        |
|  | Mitch Evans        | 1:07.473     | K1-K2              |          |              |              |  |  |        |        |
|  | Nyck de Vries      | 1:07.511     |                    |          |              |              |  |  |        |        |
|  | Nyck de Vries      | 1:07.511     | Mitch Evans        | 1:09.305 |              |              |  |  |        |        |
|  | A4-A1              |              | Mitch Evans        | 1:09.305 |              |              |  |  |        |        |
|  |                    | Nick Cassidy | 1:08.791           |          |              |              |  |  |        |        |
|  | Nick Cassidy       | Nick Cassidy | 1:08.791           | 1:07.130 |              |              |  |  |        |        |
|  | Nick Cassidy       |              | H1-H2              | 1:07.130 |              |              |  |  |        |        |
|  | Edoardo Mortara    | 1:58.879     |                    |          |              |              |  |  |        |        |
|  | Edoardo Mortara    | 1:58.879     | Nick Cassidy       | 1:07.494 |              |              |  |  |        |        |
|  | B3-B2              |              | Nick Cassidy       | 1:07.494 |              |              |  |  |        |        |
|  |                    | Dan Ticktum  | 1:07.278           |          |              |              |  |  |        |        |
|  | Pascal Wehrlein    | Dan Ticktum  | 1:07.278           | 1:07.456 |              |              |  |  |        |        |
|  | Pascal Wehrlein    | K3-K4        |                    | 1:07.456 |              |              |  |  |        |        |
|  | Maximilian Günther | 1:07.316     |                    |          |              |              |  |  |        |        |
|  | Maximilian Günther | 1:07.316     | Maximilian Günther | 1:07.331 |              |              |  |  |        |        |
|  | B4-B1              |              | Maximilian Günther | 1:07.331 |              |              |  |  |        |        |
|  |                    | Dan Ticktum  | 1:07.037           |          |              |              |  |  |        |        |
|  | Stoffel Vandoorne  | Dan Ticktum  | 1:07.037           | 1:07.990 |              |              |  |  |        |        |
|  | Stoffel Vandoorne  |              |                    | 1:07.990 |              |              |  |  |        |        |
|  | Dan Ticktum        | 1:07.021     |                    |          |              |              |  |  |        |        |
|  | Dan Ticktum        | 1:07.021     |                    |          |              |              |  |  |        |        |

#### Startopstelling
| Pos | No | Coureur                | Team               |
| --- | -- | ---------------------- | ------------------ |
| 1   | 37 | Nick Cassidy           | Jaguar             |
| 2   | 7  | Maximilian Günther     | DS                 |
| 3   | 9  | Mitch Evans            | Jaguar             |
| 4   | 1  | Pascal Wehrlein        | Porsche            |
| 5   | 21 | Nyck de Vries          | Mahindra           |
| 6   | 33 | Dan Ticktum            | Cupra Kiro-Porsche |
| 7   | 2  | Stoffel Vandoorne      | Maserati           |
| 8   | 48 | Edoardo Mortara        | Mahindra           |
| 9   | 17 | Norman Nato            | Nissan             |
| 10  | 23 | Oliver Rowland         | Nissan             |
| 11  | 5  | Taylor Barnard         | McLaren-Nissan     |
| 12  | 4  | Robin Frijns           | Envision-Jaguar    |
| 13  | 25 | Jean-Éric Vergne       | DS                 |
| 14  | 51 | Nico Müller            | Andretti-Porsche   |
| 15  | 27 | Jake Dennis            | Andretti-Porsche   |
| 16  | 55 | Jake Hughes            | Maserati           |
| 17  | 8  | Sam Bird               | McLaren-Nissan     |
| 18  | 22 | Zane Maloney           | Lola-Yamaha-ABT    |
| 19  | 16 | Sébastien Buemi        | Envision-Jaguar    |
| 20  | 3  | David Beckmann         | Cupra Kiro-Porsche |
| 21  | 11 | Lucas di Grassi        | Lola-Yamaha-ABT    |
| 22  | 13 | António Félix da Costa | Porsche            |

### Race
| Pos | No | Coureur                | Team               | Rondes | Tijd/Oorzaak uitval | Grid | Punten |
| --- | -- | ---------------------- | ------------------ | ------ | ------------------- | ---- | ------ |
| 1   | 37 | Nick Cassidy           | Jaguar             | 36     | 47:25.718           | 1    | 26     |
| 2   | 21 | Nyck de Vries          | Mahindra           | 36     | +13.581             | 5    | 18     |
| 3   | 16 | Sébastien Buemi        | Envision-Jaguar    | 36     | +14.964             | 19   | 15     |
| 4   | 27 | Jake Dennis            | Andretti-Porsche   | 36     | +15.610             | 15   | 12     |
| 5   | 9  | Mitch Evans            | Jaguar             | 36     | +18.129             | 3    | 10     |
| 6   | 13 | António Félix da Costa | Porsche            | 36     | +18.428             | 22   | 8      |
| 7   | 7  | Maximilian Günther     | DS                 | 36     | +19.106             | 2    | 6      |
| 8   | 1  | Pascal Wehrlein        | Porsche            | 36     | +21.431             | 4    | 4      |
| 9   | 11 | Lucas di Grassi        | Lola-Yamaha-ABT    | 36     | +22.693             | 21   | 2      |
| 10  | 3  | David Beckmann         | Cupra Kiro-Porsche | 36     | +23.388             | 20   | 1      |
| 11  | 17 | Norman Nato            | Nissan             | 36     | +24.292             | 9    |        |
| 12  | 2  | Stoffel Vandoorne      | Maserati           | 36     | +24.605             | 7    |        |
| 13  | 4  | Robin Frijns           | Envision-Jaguar    | 36     | +25.464             | 12   |        |
| 14  | 33 | Dan Ticktum            | Cupra Kiro-Porsche | 36     | +26.085             | 6    | 3      |
| 15  | 25 | Jean-Éric Vergne       | DS                 | 36     | +31.112             | 13   |        |
| 16  | 22 | Zane Maloney           | Lola-Yamaha-ABT    | 36     | +1:01.900           | 18   |        |
| 17  | 55 | Jake Hughes            | Maserati           | 36     | +1:09.846           | 16   |        |
| DNF | 8  | Sam Bird               | McLaren-Nissan     | 22     | Elektrisch          | 17   |        |
| DNF | 23 | Oliver Rowland         | Nissan             | 15     | Schade ongeluk      | 10   |        |
| DNF | 51 | Nico Müller            | Andretti-Porsche   | 15     | Schade ongeluk      | 14   |        |
| DNF | 5  | Taylor Barnard         | McLaren-Nissan     | 9      | Ongeluk             | 11   |        |
| DNF | 48 | Edoardo Mortara        | Mahindra           | 0      | Elektrisch          | 8    |        |

## Eindstanden wereldkampioenschap

### Coureurs
| Positie | No. | Rijder                 | Team             | Punten |
| ------- | --- | ---------------------- | ---------------- | ------ |
| 01      | 23  | Oliver Rowland         | Nissan           | 184    |
| 02      | 37  | Nick Cassidy           | Jaguar           | 153    |
| 03      | 1   | Pascal Wehrlein        | Porsche          | 145    |
| 04      | 5   | Taylor Barnard         | McLaren-Nissan   | 112    |
| 05      | 13  | António Félix da Costa | Porsche          | 111    |
| 06      | 25  | Jean-Éric Vergne       | DS               | 99     |
| 07      | 27  | Jake Dennis            | Andretti-Porsche | 93     |
| 08      | 21  | Nyck de Vries          | Mahindra         | 92     |
| 09      | 48  | Edoardo Mortara        | Mahindra         | 88     |
| 10      | 7   | Maximilian Günther     | DS               | 85     |

### Teams
| Positie | Team               | Punten |
| ------- | ------------------ | ------ |
| 01      | Porsche            | 256    |
| 02      | Jaguar             | 227    |
| 03      | Nissan             | 207    |
| 04      | Mahindra           | 186    |
| 05      | DS                 | 184    |
| 06      | McLaren-Nissan     | 143    |
| 07      | Andretti-Porsche   | 141    |
| 08      | Envision-Jaguar    | 107    |
| 09      | Maserati           | 102    |
| 10      | Cupra Kiro-Porsche | 86     |

### Constructeurs
| Pos. | Constructeur | Punten |
| ---- | ------------ | ------ |
| 01   | Porsche      | 383    |
| 02   | Jaguar       | 350    |
| 03   | Nissan       | 342    |
| 04   | Stellantis   | 274    |
| 05   | Mahindra     | 213    |
| 06   | Lola-Yamaha  | 54     |